# Ceuthomantidae
Ceuthomantidae là một họ động vật lưỡng cư trong bộ Anura. Họ này có 4 loài.

## Phân loại học
Họ Ceuthomantidae gồm một chi đơn Ceuthomantis với 4 loài sau:
- Ceuthomantis aracamuni (Barrio-Amorós & Molina, 2006)
- Ceuthomantis cavernibardus (Myers & Donnelly, 1997)
- Ceuthomantis duellmani Barrio-Amorós, 2010
- Ceuthomantis smaragdinus Heinicke, Duellman, Trueb, Means, MacCulloch & Hedges, 2009